# Андроник Асень
Андроник Асень (греч. Ανδρόνικος Ασάν) — пожизненный византийский эпитроп (наместник) Мореи в 1316—1321/1322  гг.

## Биография
Андроник Асень был сыном болгарского царя Ивана Асеня III и Ирины, которая, в свою очередь, была сестрой византийского императора Андроника II Палеолога. Его отец правил Болгарией в 1279—1280 годах, но в результате восстания свергнутого царя Ивайло, Иван Асень с женой был вынужден бежать на византийскую территорию. 
После смерти эпитропа Мореи Михаила Кантакузина в 1316 году, византийский император назначил Андроника Асеня новым наместником удаленной провинции. Михаил Кантакузин уже успел консолидировать Морею и имел некоторый успех против франкского государства крестоносцев Ахейского княжества на севере Пелопоннеса. С приходом Андроника Асеня, в регионе началась завоевательная политика и, воспользовавшись внутренней борьбой в Ахее, эпитроп смог захватить большую территорию в центральной Морее. 
В 1320 году Андроник взял замки Аковы, Полифенгоса, Каринты и Святого Георгия в Скорте, разбив франкскую армию возле последней занятой крепости. В этой битве погиб глава Тевтонского ордена, а многие знатные рыцари попали в плен. Мелкие франкские феодалы приняли греческое господство и сохранили свои владения. В течение короткого времени они начали принимать православную веру и вступать в брак с православным населением. 
Эпитропу удалось завоевать почти всю Аркадию и он начал планировать захват всего Пелопоннеса. Однако, в 1321 или в 1322 году Андроник Асень был отозван в Константинополь. В Византии началась междоусобная война между императором Андроником II и его внуком Андроником III. Таким образом, Андроник II пытался ослабить партию своего родственника и назначил наместником Мореи ближайшего сподвижника своего внука — Иоанна Кантакузина, который, однако, смог уклониться от этого назначения и остался рядом с Андроником III. Наместничество в Морее было отдано некоему Андрею, о правлении которого не сохранилось сведений.
После этих событий о дальнейшей биографии Андроника Асеня ничего не известно. Его дочь Ирина Асень, в дальнейшем, вышла замуж за византийского императора Иоанна VI Кантакузина.

## Семья
Андроник Асень был женат на Тарханиотисе, дочери византийского аристократа протовестиария Михаила Дуки Тарханиота. Известны следующие их дети:
- Мануил Комнин Рауль Асень — полководец, позже стратег в Дидимотики (1342) и губернатор Визы (1344). Был женат на Анне Комнин Дука Палеолог Синадин, дочери Фёдора Комнин Дуки Синандин Палеолог и Евдокии Музакиане.
- Иоанн Асень — полководец. Губернатор Меленикона (1342) и Морха (1343). Был женат на дочери Алексея Апокавка.
- Ирина Асень. Вышла замуж за византийского императора Иоанна VI Кантакузина
- Елена Асень[5]